# 苏打猪毛菜
苏打猪毛菜（学名：Salsola soda）是苋科猪毛菜属的植物。分布于俄罗斯以及中国大陆的新疆等地，一般生于盐湖边和含盐质土壤的草地，目前尚未由人工引种栽培。